# 貝沙灣
貝沙灣，是位於香港香港島南區薄扶林鋼綫灣數碼港沿岸的一個高尚住宅屋苑，由盈科大衍地產發展，於2004年6月開始入伙。
貝沙灣分六期，共設77座，提供2,745個單位，單位實用面積由459呎至6,302呎。第一期及第二期各共有8座樓宇，其中第二期命名為南岸（South Towers），第三期貝沙灣洋房（Bel-Air Rise）由18間獨立屋組成，第四期則共有8座樓宇，命名為南灣（Bel-Air on the Peak）。間格只有2房2廳以上的大單位，建築面積在825方呎以上，樓底有10呎6吋（3.2米）以上，有9呎7吋的露台，第五期由29間獨立屋組成，命名為貝沙山徑洋房（Villa Bel-Air），第六期是8幢呈波浪型的住宅（Bel-Air No.8）。
由香港島中西區及南區巴士及小巴可達的貝沙灣入口在薄扶林數碼港道，內有大型住客會所、泳池等。

## 銷售

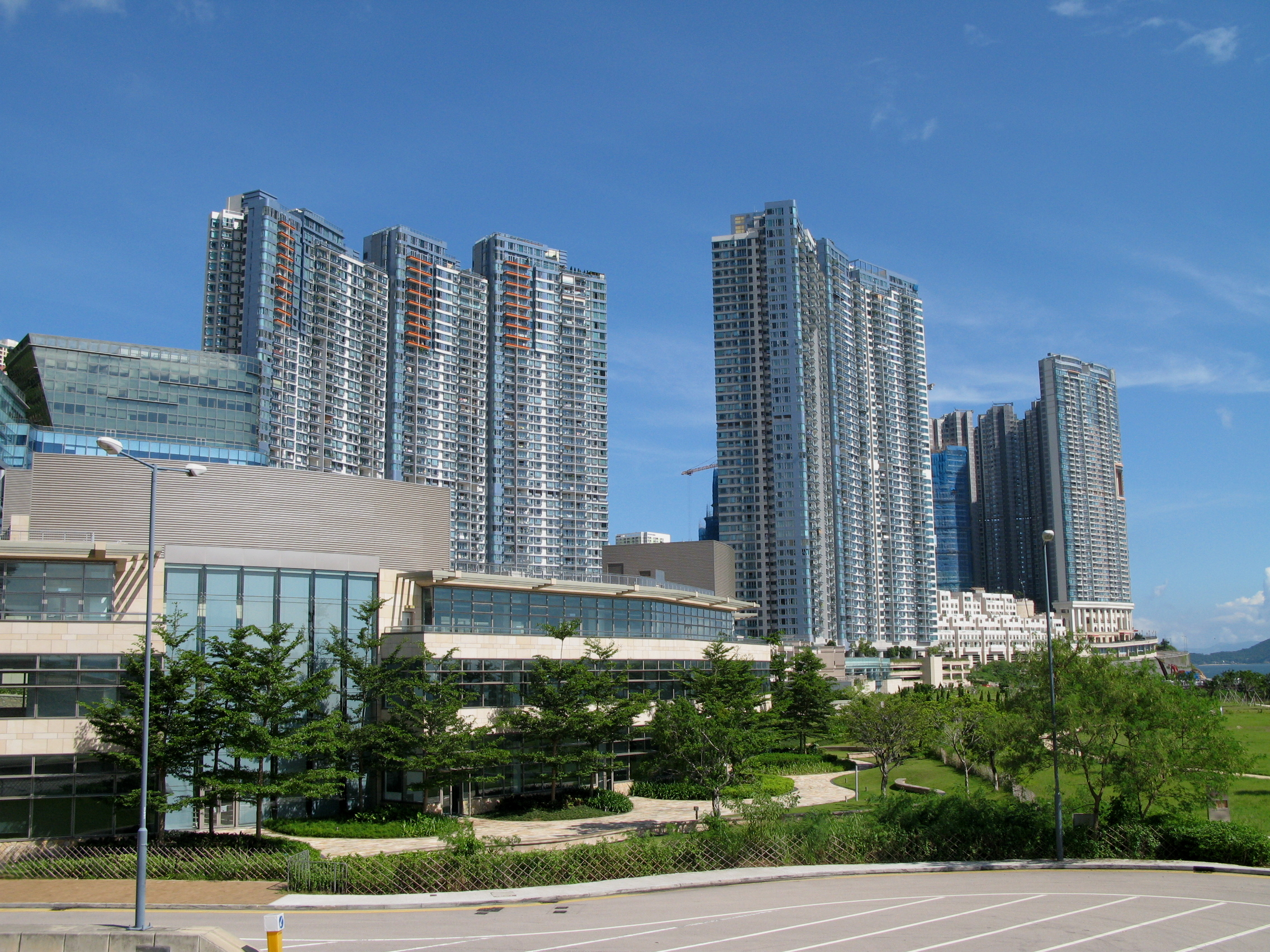
貝沙灣

數碼港及貝沙灣各大廈及屋苑分佈簡圖

電盈基建主席李智康首次巡視此項目時，指「貝沙灣」（Residence Bel-Air）源自美國加州比華利山的一個最貴重的豪宅地段，前望無際海景，四周環境寧靜優雅。「貝」字代表優雅，「沙」字代表活力及大自然，而「灣」字代表臨海豪宅的不凡氣派。另外，「貝沙」亦與「背山面海」的「背山」諧音相近，亦顯示此樓盤的先天優勢。
項目在2003年2月開售時，發展商形容此物業可媲美法國南部，宣傳重點亦強調富豪生活享受，設「零消費尊享超級富豪生活」。一經成為貝沙灣業主，將可獲發展商送出免費簽帳積分，分數為所購單位面積的300倍，最高可達128萬分，買家首三年可憑積分享用會所七項尊貴服務。

## 設施
貝沙灣會所設施有健康舞室、兒童藝術創作室、樂隊創作室、沐蘭水療、更衣室、兒童遊樂園、宴會廳、健身室、髮廊、室內運動場、室內游泳池、卡拉OK房、灣畔餐廳、鋼琴室、室外游泳池、伸展活動室、私人酒窖、閱讀廳、玩樂室、乒乓球室、網球場及STEAM室。

## 圖集

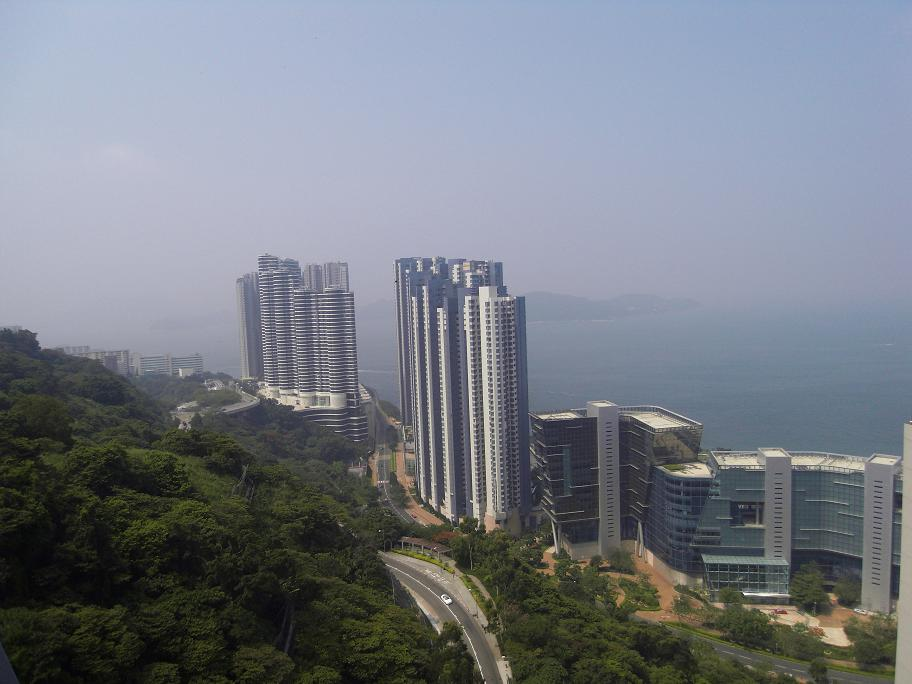
貝沙灣鳥瞰圖
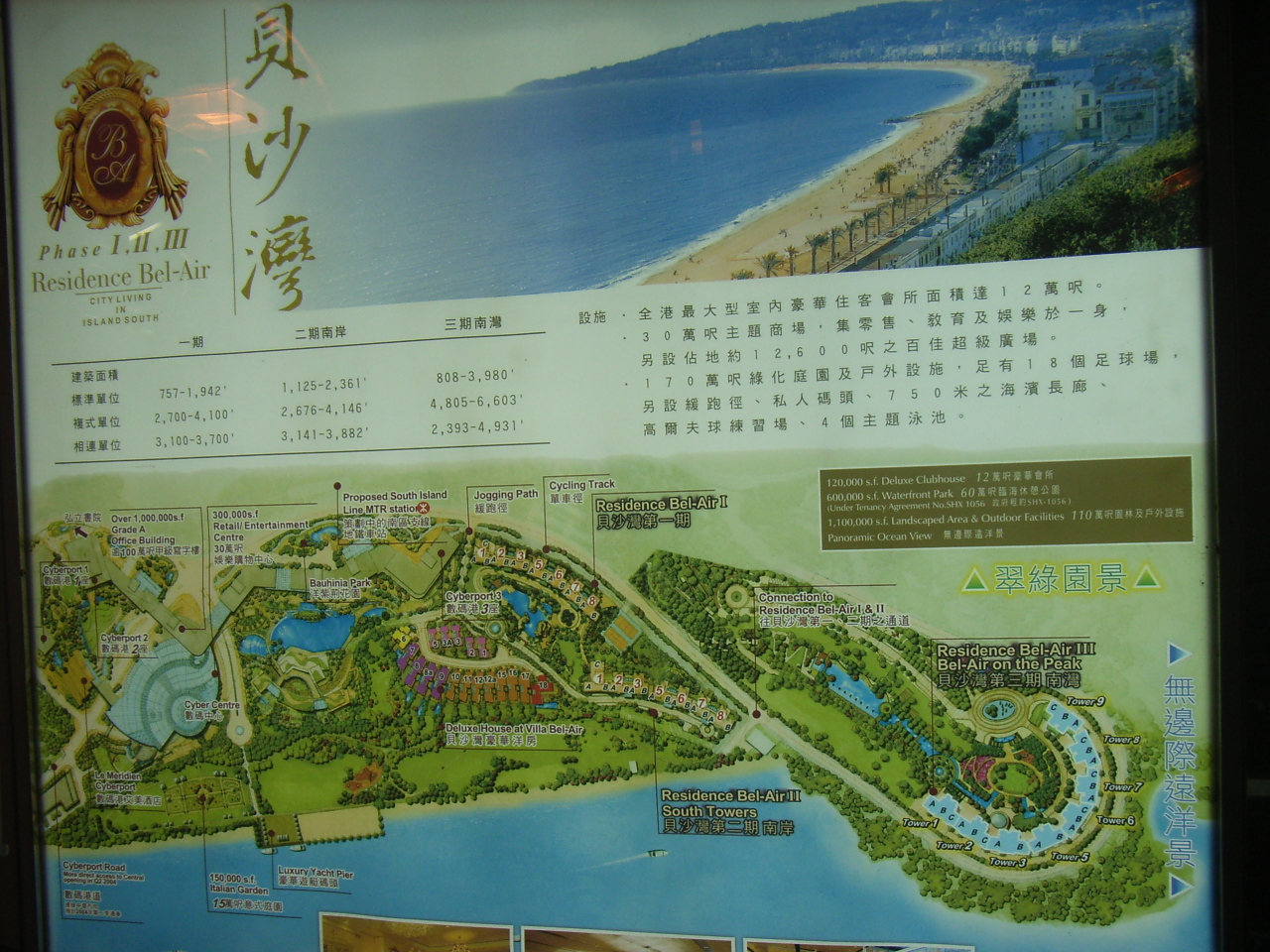
貝沙灣地圖
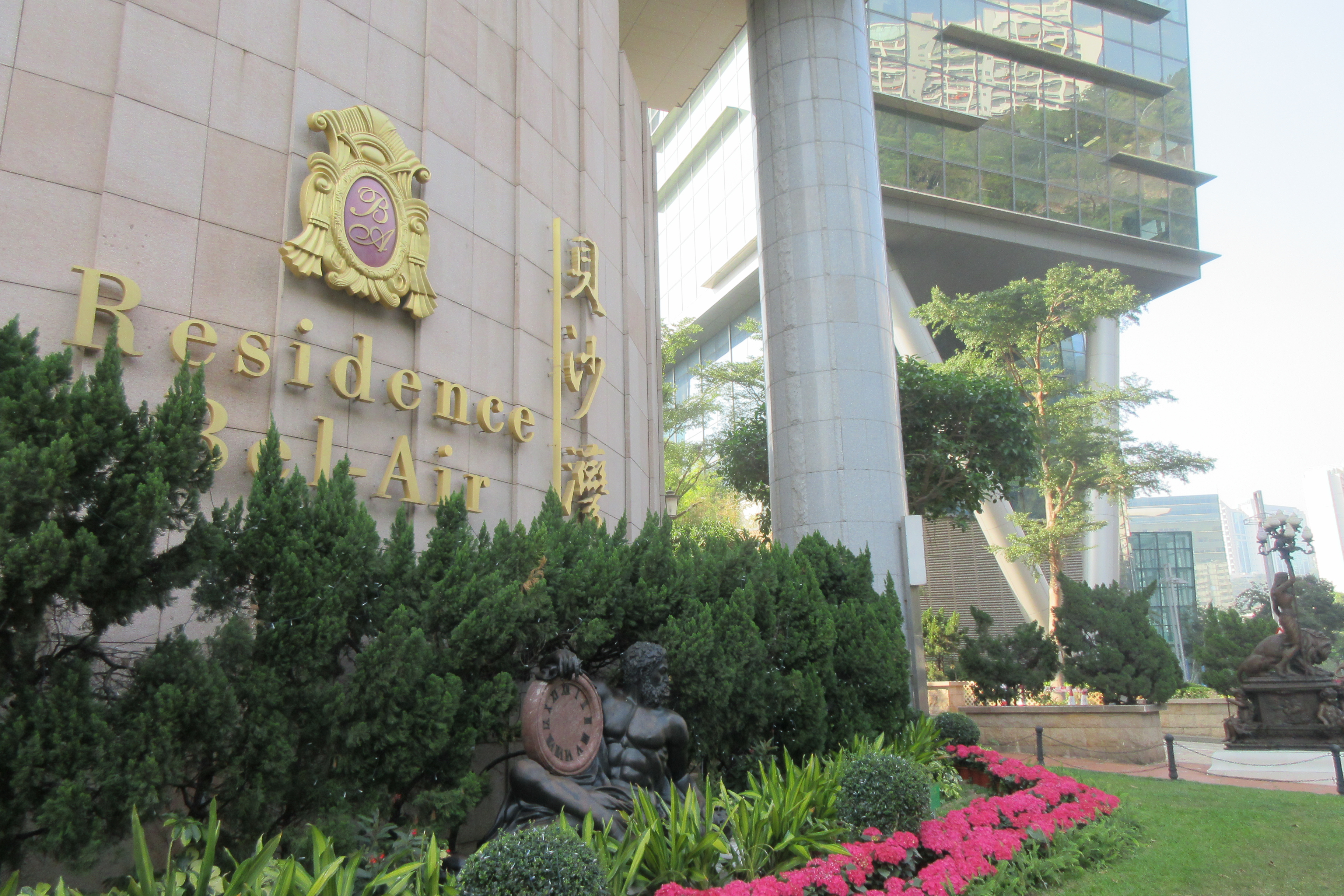
貝沙灣入口
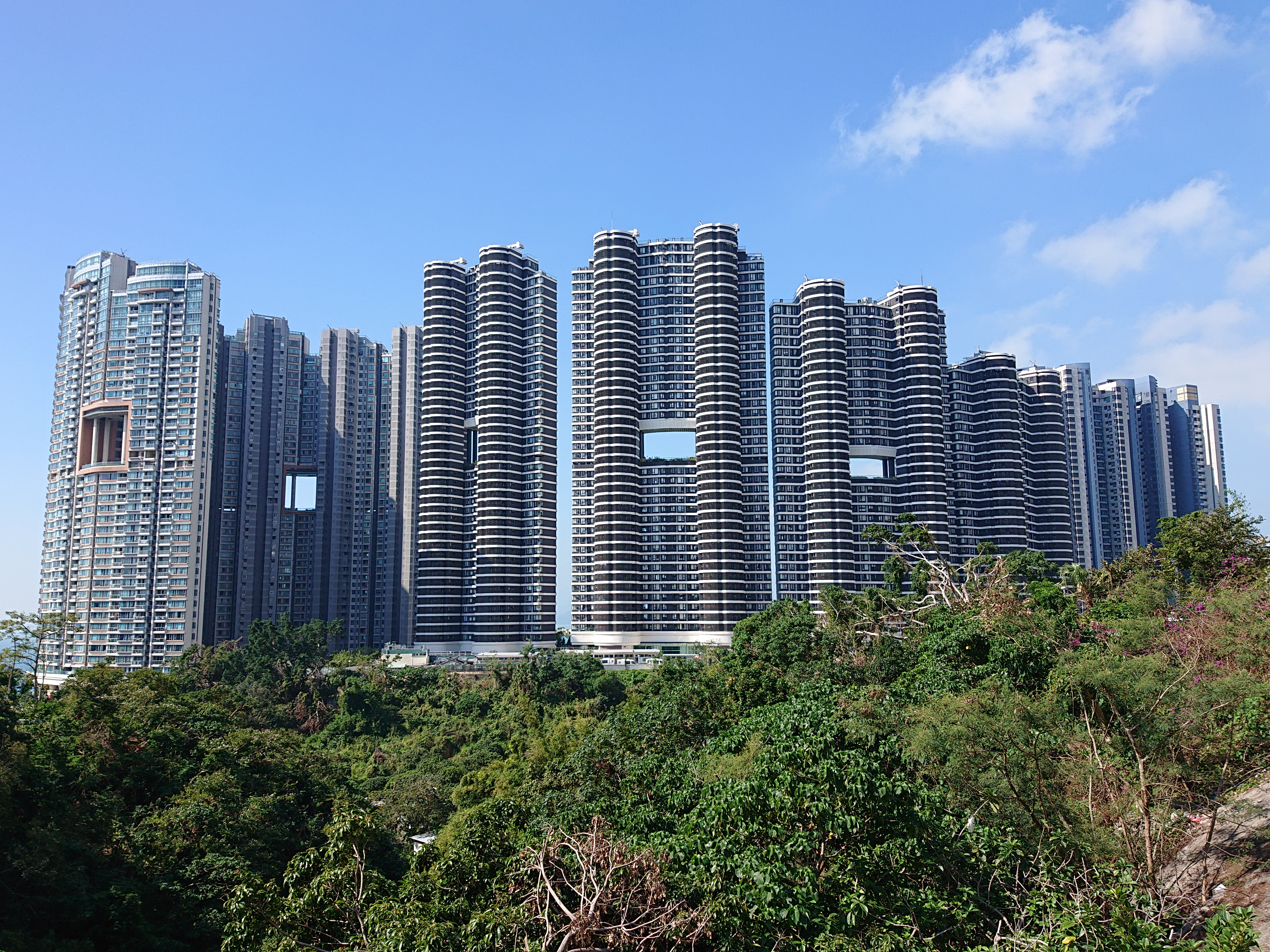
貝沙灣一期共有8座住宅大廈
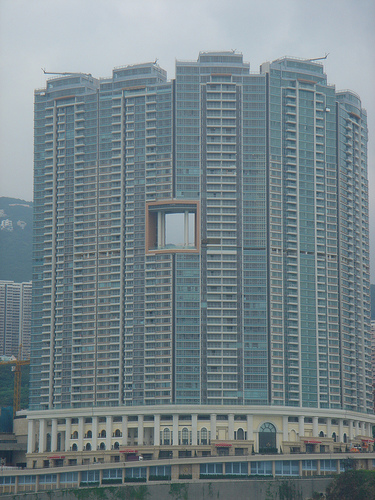
貝沙灣四期南灣
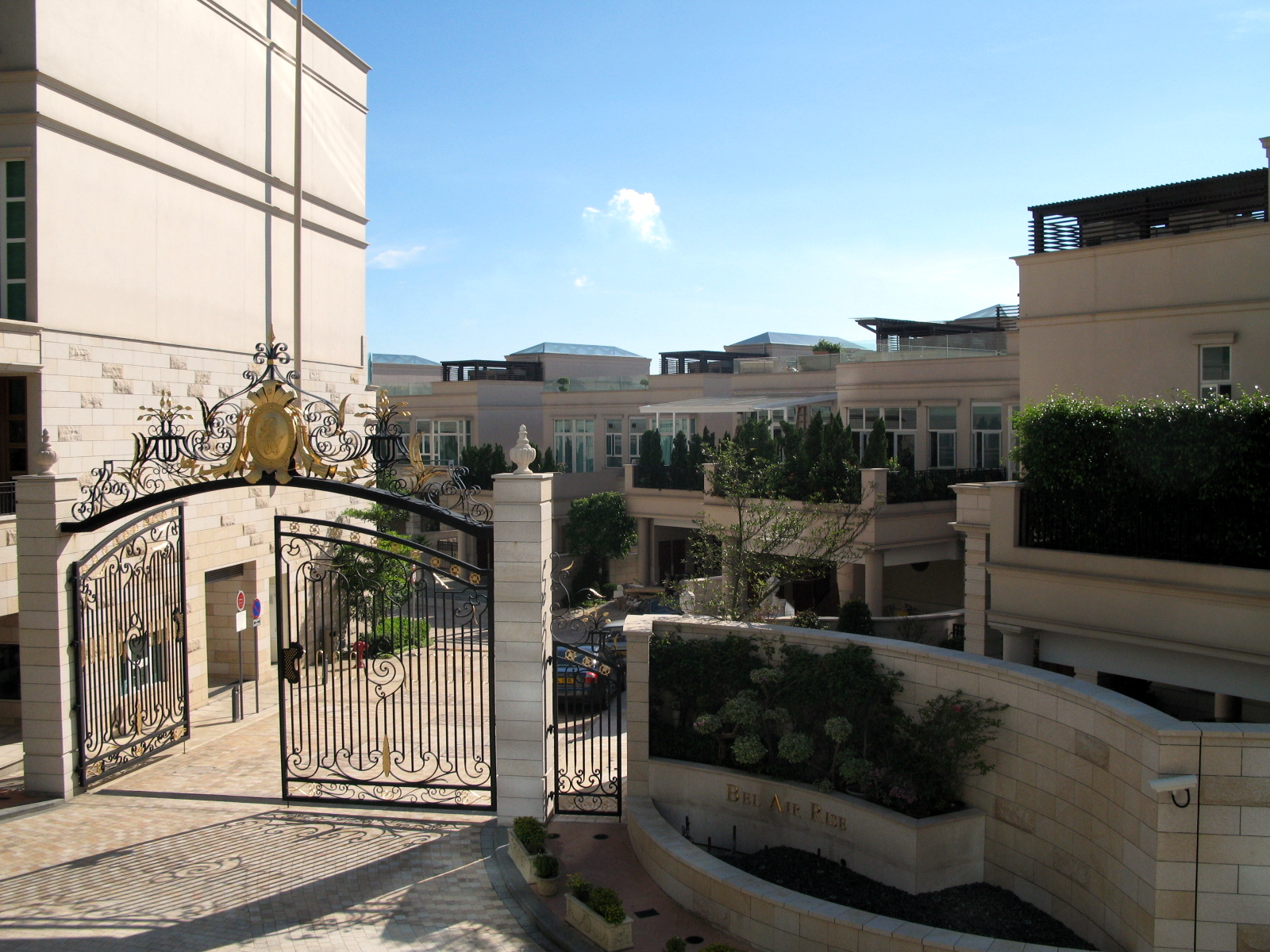
第五期獨立屋Villa Bel-Air
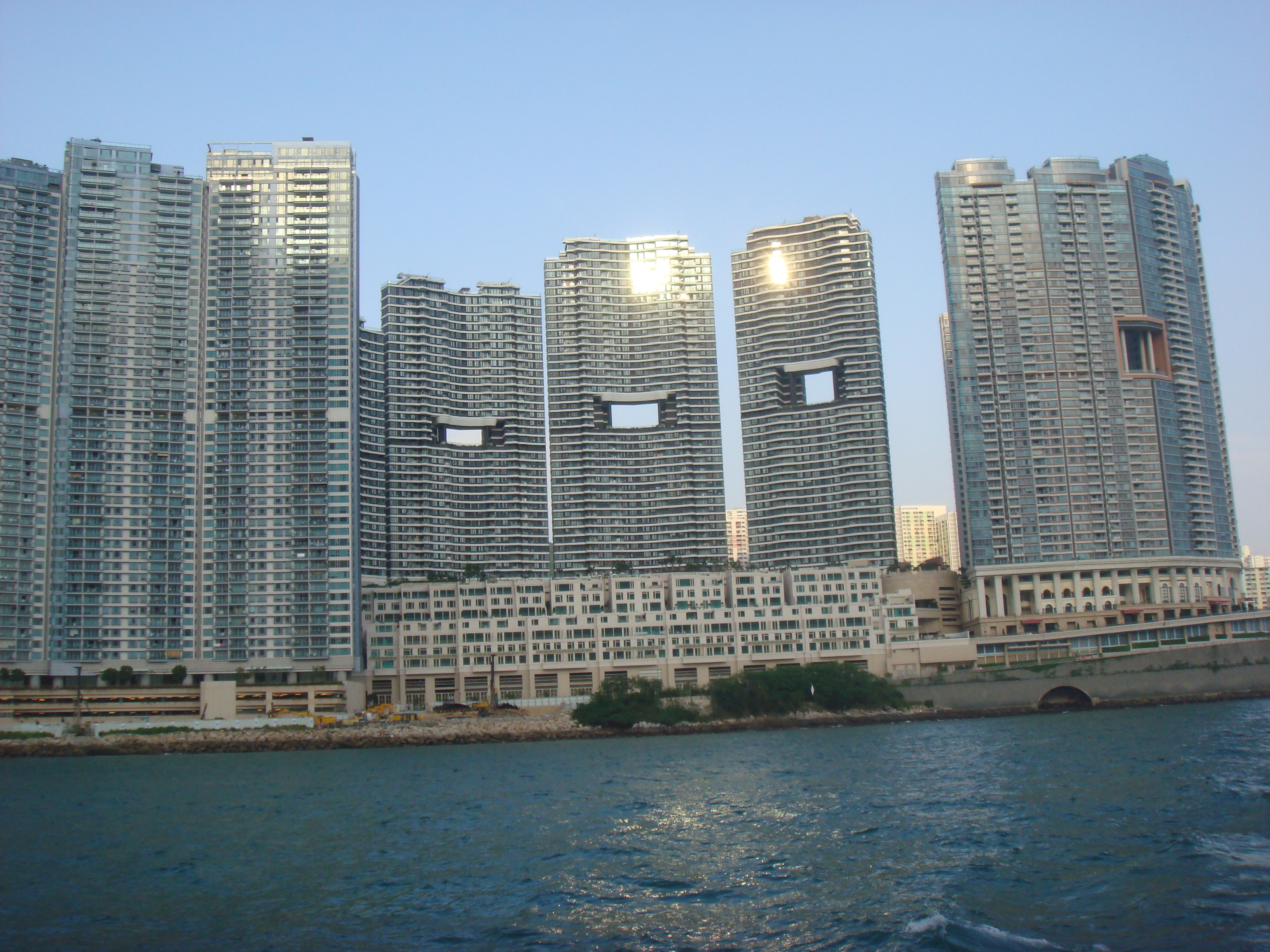
貝沙灣第二期南岸、第五期Villa Bel-Air、第六期Bel-Air No.8及第四期南灣（由左至右）

## 流行文化
向西聞記其中一個單元故事《食女性地嘉亨灣》描述時下男女的愛情觀，男主角蘇柄康（趙永洪飾）為豪宅嘉亨灣的保安員，蹺班上夜店，在夜場結識一名女生梁蘊妮（李亦喬飾），當時蘊妮特意用英文說住貝沙灣，亦嫌棄普通的酒店，柄康為了追求一名她，謊稱自己住在只是負責守衛的嘉亨灣，然後柄康再假裝沒有帶門匙，蘊妮卻願意與對方在較骯髒的屋苑後樓梯發生關係。

## 入住藝人及知名人士
- 倪晨曦
- 黃山怡
- 何韻詩
- 李澤楷
- 張家輝
- 關詠荷
- 張兆輝
- 古天樂
- 徐子珊
- 曾志偉
- 楊千嬅
- 方力申
- 許冠文
- 周潤發
- 曾國祥
- 王敏奕[5]
- 伍咏薇
- 胡定欣
- 區永權
- 楊穎（Angelababy）
- 陳鈺芸
- 吳業坤
- 陳健恆
- 徐华亿

## 港島其他豪宅屋苑
- 南區‧左岸（Marina South）
- 深灣9號（Marinella）
- 南灣（Larvotto）
- 碧瑤灣（Baguio Villa）
- 凱玥（The Corniche）
- 影灣園（The Repulse Bay）
- 富豪海灣（Regalia Bay）
- 红山半岛（Redhill Peninsula）
- 海璇（Victoria Harbour）
- 曉廬（Highcliff）
- 陽明山莊（Hong Kong Parkview）

## 外部連結
- 貝沙灣官方網址 （页面存档备份，存于）
- 貝沙灣南灣地圖 （页面存档备份，存于）
- 貝沙灣業主網
- Bel-Air No.8
- 貝沙灣地產 （页面存档备份，存于）